# سوسکچه‌های نخستین آپاگوبلوس
سوسکچه‌های نخستین آپاگوبلوس(نام علمی: Apagobelus) نام یک سرده از زیرخانواده سوسکچه‌های نخستین بلینا است.